# Akvavit

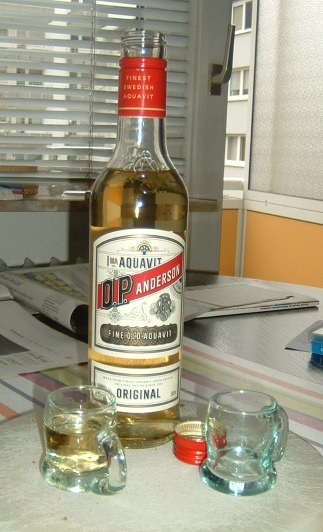
OP Anderson Aquavit, en svensk akvavit.

Akvavit är ett kryddat brännvin som är smaksatt med minst en av kryddorna kummin och dill. Namnet akvavit kommer från latinets aqua vitae, 'livets vatten'. Av denna anledning använder vissa varumärken också stavningarna aquavit eller aqvavit. Akvavit har namnskyddats inom Europeiska unionen genom en EU-förordning, med angivande av just kummin eller dill som huvudsaklig kryddning och en lägsta alkoholhalt om 37,5 volymprocent. Även om kummin eller dill är obligatoriska ingredienser, förekommer därutöver ett antal kryddor och örter som anis och fänkål. Kryddat brännvin som varken innehåller kummin eller dill är däremot inte akvavit.
Akvavit tillverkas i Sverige, Norge, Finland och Danmark. De två huvudsakliga stilarna av akvavit är den danska stilen respektive den norska stilen, som skiljer sig genom att den norska har tydliga toner av ekfatslagring, framför allt genom användning av sherryfat. Typisk dansk akvavit är således mer dominerad av kryddor, medan typisk norsk akvavit ofta är rundare i smaken.
Akvavit används huvudsakligen som snaps.

## Svensk akvavit
Svensk akvavit tillverkas till stor del i den danska stilen, men även svensk akvavit i norsk stil förekommer. De flesta svenska akvaviter tillverkas av främst finska Altia som tog över flera kända klassiska varumärken efter det att Vin & Sprit såldes till Pernod Ricard som i sin tur sålde av delar av den nyförvärvade portföljen. Dock finns flera aktörer på marknaden som tillverkar såväl klassiska som nyskapade smak/kryddkombinationer.
Den äldsta svenska akvaviten lär vara O. P. Anderson, som har en relativt kraftig kryddning av kummin, anis och fänkål, och som lanserades 1891. Denna akvavit har också använts som utgångspunkt när flera andra svenska akvaviter har skapats.
Skåne Akvavit använder samma kryddblandning som O. P., men i mindre mängd och lanserades 1931 i avsikt att vara ett mildare alternativ till O. P., och har blivit den mest säljande svenska akvaviten. Gammal Norrlands Akvavit, introducerad 1929, har samma kryddblandning men också aromer av Oloroso-sherry, och är således en akvavit i mer norsk stil. Herrgårds Aquavit innehåller förutom akvavitkryddor även en smaksättning av whisky, och lagras på sherryfat.

## Dansk akvavit
Aalborg Taffel Akvavit, "röd Aalborg", som introducerades 1846, anses vara den första moderna akvaviten.  Dess skapare Isidor Henius använde fraktionerad destillation istället för mindre effektiva destillationsmetoder för att effektivare få bort finkeloljor och därmed få fram en renare produkt.

## Norsk akvavit
Den norska vanan att lagra akvavit på fat uppges ha ursprung i en försändelse av brännvin till Australien 1805, som kom i retur sedan köparen gått i konkurs, och spriten befanns vara godare efter att ha lagrats och sjörullats på fat. Just linjeakvavit, en akvavit som har åkt från Norge över ekvatorn ("linjen") och tillbaka som barlast ombord på ett fartyg är en särskild norsk specialitet. Den första dokumenterade transporten för framställning av linjeakvavit skedde 1842 med skonerten Nordstjernen på uppdrag av Jørgen B. Lysholm, och resan gick till Rio de Janeiro. Lysholms Linie Aquavit är fortfarande ett av de stora norska akvavitnamnen. Løitens Linie Akvavit är den andra välkända linjeakvaviten.